# Мала Бобрівка
Мала Бобрівка — річка в Україні, у Пулинському та Житомирському районах Житомирської області. Права притока Бобрівки (басейн Дніпра).

## Опис
Довжина річки приблизно 4,6 км.

## Розташування
Бере початок на південному сході від Нового Заводу. Тече переважно на південний схід і на північній стороні від Заможного впадає у річку Бобрівку, ліву притоку Тетерева.